# Понсе (Пуерто-Рико)
Понсе (ісп. Ponce, МФА: [ˈponθe]) — муніципалітет Пуерто-Рико, острівної території у складі США. Заснований 1692 року.

## Географія
Площа суходолу муніципалітету складає 301 км² (2-е місце за цим показником серед 78 муніципалітетів Пуерто-Рико).

## Демографія
Станом на 2010 рік на території муніципалітету мешкало 166 327 ос.
Динаміка чисельності населення:

## Релігія
- Центр Понсійської діоцезії Католицької церкви.

## Населені пункти
Найбільші населені пункти муніципалітету Понсе:
| Населений пункт   | Статус | Населення:    | Населення:    | Населення:    |
| Населений пункт   | Статус | на 01.04.1990 | на 01.04.2000 | на 01.04.2010 |
| ----------------- | ------ | ------------- | ------------- | ------------- |
| Анон-Райсес       | Селище | н/д           | н/д           | 287           |
| Кальсада          | Селище | н/д           | н/д           | 191           |
| Серільйос-Ойос    | Селище | н/д           | н/д           | 748           |
| Корраль-В'єхо     | Селище | н/д           | н/д           | 260           |
| Кото-Лаурель      | Селище | 4 044         | 3 606         | 3 047         |
| Ель-Парайсо       | Селище | н/д           | н/д           | 1 716         |
| Ла-Юка            | Селище | н/д           | н/д           | 665           |
| Маруеньйо         | Селище | 1 202         | 913           | 1 011         |
| Монте-Верде       | Селище | н/д           | н/д           | 137           |
| Парселас-Мандрі   | Селище | н/д           | н/д           | 571           |
| Понсе             | Місто  | 159 151       | 155 038       | 132 502       |
| Кебрада-дель-Агуа | Селище | н/д           | н/д           | 1 325         |
| Тібес             | Селище | н/д           | н/д           | 362           |
| Ваяс              | Селище | н/д           | н/д           | 528           |

## Персоналії
- Олівія Паолі (1855—1942) — пуерториканська суфражистка.